# Donnie Nietes
Donnie Nietes (Bacolod, 13 mei 1982) is een Filipijns professioneel bokser. Nietes is sinds 2007 de WBO wereldkampioen lichtvlieggewicht (<48 kg).
Nietes begon met boksen, nadat hij door zijn werk als elektricien in de Antonio Lopez Aldeguer (ALA) boksschool in contact kwam met de sport. Op 25 april 2003 werd hij professioneel bokser en een jaar later was hij nationaal kampioen na winst op Joseph Villasis door een technisch knockout.
Op 24 november 2006 won Nietes de vacante Asia-Pacific WBO-titel in de categorie lichtvlieggewicht door winst op de Indonesiër Heri Amol. Tien maanden later op 30 september 2007 won hij in Cebu Waterfront Hotel in Cebu City ook de wereldtitel WBO in dezelfde gewichtscategorie na winst op de Thai Pornsawan Porpramook. Sindsdien verdedigde Nietes zijn titel al enkele malen met succes.
In augustus 2010 verdedigde hij voor de vierde maal met succes zijn titel. Op 14 augustus nam hij het in het Auditorio Luis Estrada Medina in de Mexicaanse stad Guasave op tegen de Mexicaan Mario Rodriquez. Nietes won het gevecht over twaalf ronden door een unanieme jurybeslissing met de cijfers 119-109, 118-110 en 116-112.

## Resultaten
| Datum      | Resultaat | Tegenstander              | Type           | Ronde | Locatie         |
| ---------- | --------- | ------------------------- | -------------- | ----- | --------------- |
| 25-04-2003 | Winst     | Walter Suaybaguio         | jury (unaniem) | 6/6   | San Fernando    |
| 31-05-2003 | Winst     | Mario Jun de Asis         | jury (unaniem) | 6/6   | Catmon          |
| 12-06-2003 | Winst     | Rommel Tura               | TKO            | 1     | Cebu City       |
| 16-08-2003 | Winst     | Greg Mangan               | PTS            | 8/8   | Cebu City       |
| 10-04-2003 | Winst     | Roldan Malinao            | KO             | 4     | Mandaue City    |
| 27-12-2003 | Winst     | Rolando Baclayo           | KO             | 4/10  | Danao City      |
| 28-02-2004 | Winst     | Julius Alcos              | Jury           | 10/10 | Mandaue City    |
| 28-03-2004 | Winst     | Robert Rubillar           | TKO            | 7/10  | Binangonan      |
| 22-05-2004 | Winst     | Joseph Villasis           | KO             | 1/10  | Mandaue City    |
| 29-06-2004 | Winst     | Robert Costelo            | TKO            | 1/10  | Cebu City       |
| 03-08-2004 | Winst     | Marti Polii               | TKO            | 7/10  | Jakarta         |
| 07-09-2004 | Winst     | Abrin Matta               | TKO            | 5/10  | Jakarta         |
| 28-09-2004 | Verlies   | Angky Angkota             | Jury           | 10/10 | Jakarta         |
| 20-11-2004 | Gelijk    | Carlo Besares             | PTS            | 10/10 | Tagum City      |
| 29-01-2005 | Winst     | Ricardo Albia             | TKO            | 7/8   | Mandaue City    |
| 30-04-2005 | Winst     | Elmer Muyco               | Jury (unaniem) | 10/10 | Mandaue City    |
| 30-07-2005 | Gelijk    | Nino Suelo                | TD             | 1     | Manilla         |
| 28-08-2005 | Winst     | Allan Dugang              | Jury (unaniem) | 10/10 | Panglao         |
| 25-09-2005 | Winst     | Randy Narbay              | TD             | 2/10  | Tagbilaran City |
| 30-12-2005 | Winst     | Allan Dugang              | Jury (unaniem) | 8/8   | Talibon         |
| 15-01-2006 | Winst     | Noel Veronque             | Jury (unaniem) | 6/6   | Cebu City       |
| 12-08-2006 | Winst     | Robert Rubillar           | Jury (unaniem) | 10/10 | Minglanilla     |
| 24-11-2006 | Winst     | Heri Amol                 | KO             | 2/12  | Mandaue City    |
| 21-04-2007 | Winst     | Thongthailek Por Vorasing | KO             | 2/12  | Victorias City  |
| 07-07-2007 | Winst     | Saengpetch Sor Sakulphan  | KO             | 7/12  | Cebu City       |
| 21-04-2007 | Winst     | Pornsawan Porpramook      | Jury (unaniem) | 12/12 | Cebu City       |
| 30-08-2008 | Winst     | Eddy Castro               | KO             | 2/12  | Cebu City       |
| 28-02-2009 | Winst     | Erik Ramirez              | Jury (unaniem) | 12/12 | Oaxaca          |
| 12-09-2009 | Winst     | Manuel Vargas             | Jury           | 12/12 | Tepic           |
| 23-01-2010 | Winst     | Jesus Silvestre           | TKO            | 10/10 | Pasay City      |
| 14-08-2010 | Winst     | Mario Rodriquez           | jury (unaniem) | 12/12 | Guasave         |